# 霧隠忍術旅
『霧隠忍術旅』（きりがくれにんじゅつたび）は、1935年（昭和10年）製作・公開、並木鏡太郎（各務二郎）監督による日本のサイレント映画である。綾小路絃三郎の改名第1作であり、エトナ映画社製作、敷島興行配給作品である。

## 略歴・概要
1934年（昭和9年）9月、旧マキノ・プロダクション御室撮影所に設立されたエトナ映画社の第2回作品である。監督の「各務二郎」（かがみ じろう）は、鏡二郎、つまり並木鏡太郎監督の変名である。市川右太衛門プロダクションでの浅香麗三郎、河合映画製作社での燕東三郎は、本作をもって「綾小路絃三郎」と改名した。
本作は、明けて1935年1月27日、大阪市千日前・敷島倶楽部（現在のTOHOシネマズなんば 別館）を皮切りに公開された。

## スタッフ・作品データ
- 監督：各務二郎
- 脚本：野村雅延
- 原作：桐葉亭豊念
- 撮影：岸雅夫
- 製作 : エトナ映画社
- 上映時間（巻数） : 7巻
- フォーマット : 白黒映画 - スタンダードサイズ（1.33:1） - サイレント映画
- 公開日 :  日本 1935年1月27日
- 配給 :  敷島興行
- 初回興行 : 大阪千日前・敷島倶楽部

## キャスト
- 綾小路絃三郎
- 水原洋一
- 小川雪子